# Josef Miner
Josef Miner est un boxeur allemand né le 15 juillet 1914 à Breslau, province de Silésie, et mort en 1944 à Huși, Roumanie.

## Biographie
Aux Jeux olympiques de Berlin en 1936, il atteint les demi-finales mais s'incline face au sud-africain Charles Catterall. Miner remporte néanmoins la médaille de bronze olympique des poids plumes en battant le Hongrois Dezső Frigyes.